# Erdonia
Erdonia (łac. Dioecesis Herdonitanus) – stolica historycznej diecezji w Italii erygowanej około roku 300, a skasowanej około roku 500. 
Współczesne miasto Ordona w prowincji Foggia we Włoszech. Obecnie katolickie biskupstwo tytularne ustanowione w 2004 przez papieża Jana Pawła II.

## Biskupi tytularni
| Lp. | Biskup            | Funkcja                                   | Od                   | Do               |
| --- | ----------------- | ----------------------------------------- | -------------------- | ---------------- |
| 1   | Roberto Mallari   | biskup pomocniczy San Fernando (Filipiny) | 14 czerwca 2006      | 15 maja 2012     |
| 2   | Robert Brennan    | biskup pomocniczy Rockville Centre (USA)  | 8 czerwca 2012       | 31 stycznia 2019 |
| 3   | Gerardo Colacicco | biskup pomocniczy Nowego Jorku (USA)      | 10 października 2019 |                  |